# Ефект Флінна

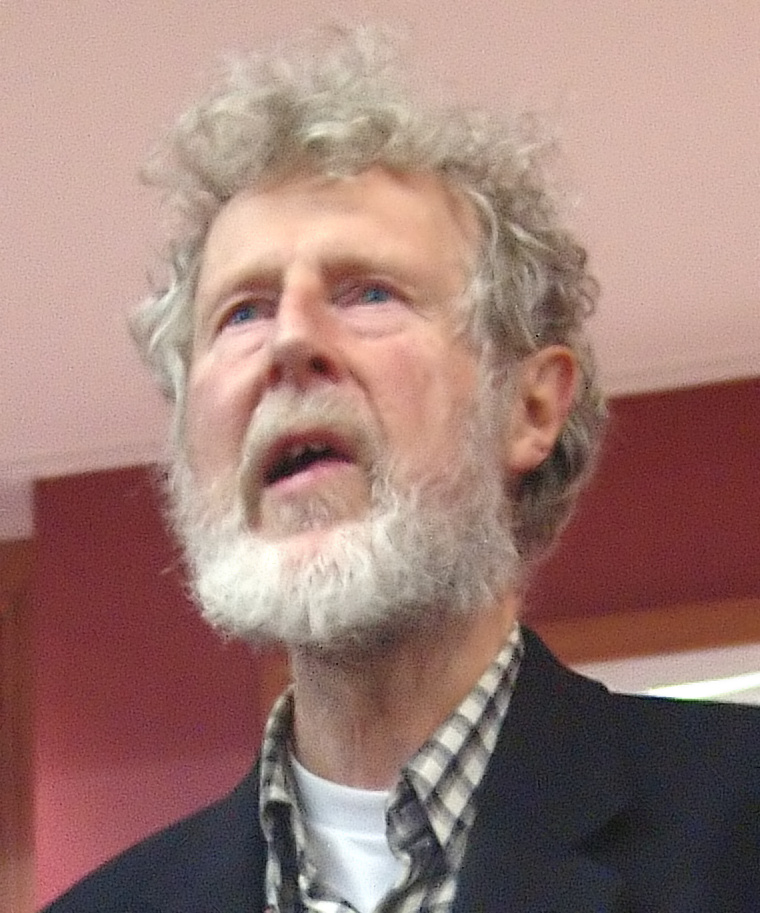
Джеймс Флінн у червні 2007 року.

Ефе́кт Флі́нна (англ. Flynn effect) — це поступове збільшення балів серед населення під час проходження тестів на коефіцієнт інтелекту, що нібито свідчить про інтелектуальне зростання. Цей ефект спостерігався під час порівняльних досліджень різних популяцій протягом кількох поколінь, аж до початку 1990-х років.
Ефект названий на честь дослідника Джеймса Флінна, який зробив це спостереження. Сам термін приписують Річарду Геррнштайну та Чарльзу Мюррею, авторам «Дзвонової кривої» (англ. The Bell Curve).
У 1990-х роках ефект, схоже, припинився або навіть змінився у протилежний бік серед кількох країн у західній Європі. Природа (тимчасова чи незворотна) і причини цього гіпотетичного анти-Флінна все ще обговорюються.
Серед різних думок є питання про умови, в яких вивчався цей феномен, і пропонуються такі фактори, як особливості харчування, забруднення, соціальне, освітнє або біологічне середовище. Хоча цих припущень недостатньо для повного пояснення ефекту Флінна та його потенційної протилежності, вони відкривають нові шляхи для подальших досліджень.

## Опис явища
Норвезькі дослідники провели IQ-тести для когорти з 960 000 осіб у віці від 18 до 22 років, придатних до військової служби. Ці тести продемонстрували зростання IQ приблизно на 21 пункт між 1952 і 1982 роками. У дослідженні 1987 року, присвяченому іспаномовному населенню (іммігрантам з Латинської Америки), Люсіль Тісдейл і Оуен виявили, що це явище було найбільш вираженим серед тих, хто мав нижчі початкові бали, трансформувавши їх у середні показники. Однак, як видно з інших досліджень, покращення спостерігалося переважно в тестах, пов'язаних з матрицями Равена. У більшості категорій тестів було відзначено загальне підвищення результатів. Дві великі групи іспаномовних дітей були протестовані з інтервалом у 30 років.
Порівняльний аналіз IQ показав наступне:
- IQ розуміння збільшився на 9,7 пунктів.
- Приріст в основному торкнувся нижньої половини вибірки, з незначним впливом на верхню половину.
- Існує кореляція між часткою приросту та початковим рівнем IQ; приріст майже відсутній для вищих рівнів IQ.

Ульрік Нейссер, колишній голова Американської психологічної асоціації, підкреслив консенсус, порівнюючи дітей 1932 року народження з дітьми 1997 року. Якщо дитина набрала 100 балів у 1932 році й склала тест рівня 1997 року, її новий результат буде значно нижчим за 100. Вона може навіть потенційно вважатися такою, що має легку розумову відсталість (якщо набрала менше ніж 70 балів). Використовуючи дані Равена, Нейссер підрахував, що цю тенденцію можна екстраполювати, продемонструвавши прогрес від 21 до 35 балів між 1952 і 1982 роками.

### Гіпотетична стагнація та регрес

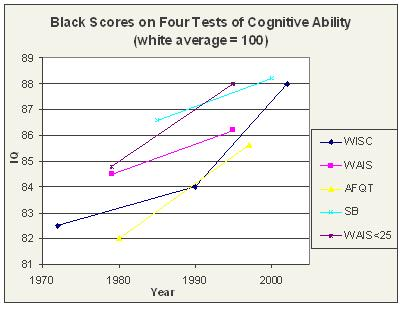
Вільям Дікенс і Джеймс Флінн пишуть, що темношкірі американці в період з 1972 по 2002 рік підвищували свій IQ на 5 або 6 пунктів порівняно з неіспаномовними білими. Цей графік показує приріст у різних тестах.

Ефект Флінна, схоже, зупинився в деяких промислово розвинених країнах з середини 1990-х років. У випадку з підлітками у Великій Британії він, можливо, навіть стагнував з 1980-х років. Тісдейл і Оуен стверджують: «Аналіз тестів інтелекту майже 500 000 молодих данців між 1959 і 2004 роками показує, що зростання досягло свого піка наприкінці 1990-х років і, можливо, дещо знизилося до рівня до 1991 року». Вони припускають, що «фактором, пов'язаним з цим нещодавнім зниженням, може бути одночасне падіння кількості учнів, які перейшли на 3 роки в старші класи для 16-18-річних». У 2016 році огляд наукової літератури задокументував зворотний ефект Флінна у дев'яти дослідженнях, що охоплювали сім різних країн.
Однак реальність цієї регресії заперечується іншими вченими, такими як Франк Рамю, який вважає, що деякі дослідження є ненадійними та упередженими. Інші нещодавні дослідження на цю тему дійсно включають обмежені розміри вибірок або використовують невалідовані тести.

## Потенційні причини
Спроби пояснити це включають харчування, менші сім'ї, кращу освіту, рівність між чоловіками й жінками, складніше навколишнє середовище і певну форму євгеніки. Інше припущення полягає в тому, що ми стаємо дедалі більше знайомі з цими типами тестів.

### Освіта
Багато досліджень показують, що діти, які нерегулярно відвідують школу або взагалі не відвідують її, як правило, гірше виконують тести, попри те, що академічні розділи тестів демонструють стагнацію або погіршення. У 1960-х роках у США деякі округи штату Вірджинія закрили школи, щоб протистояти десегрегації. Це призвело до щорічного падіння IQ на 6 пунктів у афроамериканських дітей. Однак достовірність цього дослідження є сумнівною через змішування різних часових періодів та освітніх середовищ.
Інша теорія припускає, що сучасні батьки більше інвестують в інтелектуальний розвиток своїх дітей і надають більше заохочень, ніж у минулому. Програми раннього розвитку мають неоднозначні результати. У той час як деякі дошкільні ініціативи, такі як «Впевнений старт», демонструють незначні зміни в IQ, але впливають на інші навички, проєкт «Рання грамотність», з різноманітними щоденними стимулами, дає стійке підвищення IQ на 5 пунктів. Однак не всі проєкти досягають подібного успіху, а деякі ефекти з часом зменшуються.

### Харчування
У розвинених країнах люди сьогодні помітно вищі, ніж їхні предки, і ключову роль у цьому відіграє покращення харчування. Це також може вплинути на розвиток мозку під час вагітності. Приріст зросту становить близько сантиметра за десятиліття, що пов'язано зі значним збільшенням об'єму мозку. Однак показники IQ у низькорослих людей, жінок та азієць не демонструють такого зниження. Дослідження 2005 року пов'язує приріст, пов'язаний з харчуванням, насамперед з нижчими сегментами вибірок, які стикаються з серйозними дефіцитами. Примітно, що найбільш значний приріст відбувається в дитячому віці, тоді як дорослі отримують менше користі, за винятком тих, хто має когнітивні проблеми, пов'язані з недоїданням.

### Ефект стелі
У 2001 році Діккенс і Флінн запропонували модель для узгодження суперечностей у цих дослідженнях. Вони ввели поняття двосторонніх ефектів, коли показники спадковості впливають на генотип, який, своєю чергою, впливає на загальне середовище, опосередковано впливаючи на генотип, а згодом і на IQ. У певному сенсі, IQ формує IQ. Однак такий резонансний ефект з часом загасає, хоча іноді може різко прискорюватися. Таким чином, ефект спостерігається протягом певного періоду, оскільки тести проводяться протягом 3-4 паралельних поколінь, кожне з яких має свій досвід і рівень. Швидке зростання відбувається тоді, коли всі паралельні покоління отримують повну вигоду від позитивного приросту. Однак неминуче, коли всі необхідні умови виконуються, а нові умови не виникають, приріст стабілізується або дещо зменшується через брак подальшого палива.

## Критика
Філіп Раштон і Артур Дженсен поставили під сумнів результати цього дослідження і підрахували приріст у 3,44 бала, оскарживши виключення з дослідження чотирьох незалежних тестів, які продемонстрували нульовий або навіть від'ємний приріст.